# Corcoué-sur-Logne
Corcoué-sur-Logne – miejscowość i gmina we Francji, w regionie Kraj Loary, w departamencie Loara Atlantycka.
Według danych na rok 2010 gminę zamieszkiwały 2553 osoby, a gęstość zaludnienia wynosiła 50 osób/km².